# آلیسون پارک (پنسیلوانیا)
آلیسون پارک، پنسیلوانیا (انگلیسی: Allison Park, Pennsylvania) حوزه سرشماری شهرستان الگینی، پنسیلوانیاکه در حومه پیتسبرگ و در امتداد شهرستانهای همپتون، مک‌کندلس، شیلر، ایندیانا و وست دیر قرار دارد. در سرشماری ۲۰۱۰ ایالات متحده آمریکا جمعیت آن۲۱٬۵۵۲ نفر بود